# Ennomos triangularis
Ennomos triangularis är en fjärilsart som beskrevs av Edward Alfred Cockayne 1948. Ennomos triangularis ingår i släktet Ennomos och familjen mätare. Inga underarter finns listade i Catalogue of Life.